# ۹ اژدها
«۹ اژدها» (انگلیسی: 9Dragons) یک بازی ویدئویی در سبک بازی نقش آفرینی بر خط چندنفره گسترده است که توسط Suba Games, RedFox Games, JoongWon Games, Run Up، و Avrora Interactive و در پلت‌فرم مایکروسافت ویندوز منتشر شده‌است.